# Kamenistá dolina (Veporské vrchy)
Kamenistá dolina je 25 km dlouhé údolí ve Veporských vrších na středním Slovensku.
Táhne se západním směrem od obce Sihla na Sihlianské planině, jižně od Tlstého javoru a Obrubovance až k osadě Hronček. Zde se údolí stáčí na sever a pokračuje až po lokalitu Svätý Ján, kde ústí do údolí Černého Hronu.
Celou délkou údolí protéká Kamenistý potok, na kterém je v osadě Hronček vybudován menší rybník. V minulosti vedla tímto úsekem i jedna z větví Čiernohronské železnice.